# Diamond League
Diamond League er en atletikturnering som arrangeres af det internationale atletikforbund World Athletics. Turneringen begyndte i 2010 og erstattede den tidligere Golden League. 2010-2012 havde turneringen et navnesponsorat med Samsung og gik derfor under navnet Samsung Diamond League. Nuværende hovedsponsor har siden december 2019 været Wanda Group.
Forskellen jævnført med Golden League-turneringen er at der er flere sportsgrene, flere konkurrencer og flere deltagende lande.